# Lambertia ericifolia
Lambertia ericifolia,  es una especie de arbusto perteneciente a la familia Proteaceae. Se encuentra en el sudoeste de Australia Occidental.

## Descripción
Alcanza un tamaño de 5 m de altura y tiene flores de color naranja o rojo que se producen desde la primavera al otoño.

## Taxonomía
Lambertia ericifolia fue descrita por Robert Brown y publicado en Suppl. Prodr. Fl. Nov. Holl. 30 1830.
Etimología
El género fue nombrado en 1798 por Sir James Edward Smith en honor del botánico inglés, Aylmer Bourke Lambert.